# Christina Mavromatidou
Christina Mavromatidou (griechisch Χριστίνα Μαυροματίδου; * 7. April 1981) ist eine griechische Badmintonspielerin.

## Karriere
Christina Mavromatidou wurde 2002 erstmals nationale Meisterin in Griechenland. Weitere Titelgewinne folgten 2003, 2004 und 2005. 2001 und 2003 nahm sie an den Badminton-Weltmeisterschaften teil. 2001 siegte sie bei den Greece International. 

## Sportliche Erfolge
| Saison | Veranstaltung                       | Disziplin   | Platz | Name                                     |
| ------ | ----------------------------------- | ----------- | ----- | ---------------------------------------- |
| 2001   | Greece International                | Damendoppel | 1     | Chrisa Georgali / Christina Mavromatidou |
| 2002   | Griechenland: Einzelmeisterschaften | Dameneinzel | 1     | Christina Mavromatidou                   |
| 2003   | Weltmeisterschaft                   | Damendoppel | 33    | Chrisa Georgali / Christina Mavromatidou |
| 2003   | Griechenland: Einzelmeisterschaften | Dameneinzel | 1     | Christina Mavromatidou                   |
| 2003   | Griechenland: Einzelmeisterschaften | Damendoppel | 1     | Chrisa Georgali / Christina Mavromatidou |
| 2004   | Griechenland: Einzelmeisterschaften | Dameneinzel | 1     | Christina Mavromatidou                   |
| 2005   | Griechenland: Einzelmeisterschaften | Dameneinzel | 1     | Christina Mavromatidou                   |